# Stanislaus von Engeström
Gustaf Stanislaus von Engeström (polska: Gustaw Stanisław Benzelstierna Engeström; ryska: Станислав Лаврентьевич Энгестрём) född 28 juli 1791 i Warszawa i Polen-Litauen, död 14 oktober 1850, var en svensk greve, militär, hovman samt guvernör över Baku.

## Biografi
Han föddes i Warszawa i dåvarande Polen-Litauen och var son till Lars von Engeström och hans polska fru Rosalie Drya-Chiapowska. Han började år 1808 sin tjänst inom den svenska armén, som kornett vid Livgardet till häst, och nästa år (1809) utnämndes han till löjtnant vid samma regemente. År 1810 blev han även kammarherre vid Kungliga Hovstaterna. 1812 utnämndes han till ryttmästare och sedermera till stabsryttmästare. 
Under det Sjätte koalitionskriget 1813–1814 tjänstgjorde han vid Nordarmén som adjutant och deltog därefter vid flera tillfällen i strid, bland annat under Slaget vid Grossbeeren och Dennewitz. Han deltog i oktober 1813 i Slaget vid Leipzig som adjutant till den preussiska fältmarskalken von Blücher, och tilldelades senare den preussiska Pour le Mérite för sina förtjänster under slaget. Han blev även samma år tilldelad den svenska Svärdsorden och För tapperhet i fält, i guld, för sina insatser under slaget. Han gick såsom kurir till Stockholm med nyheter om den stora segern.
År 1814 blev han först major vid Smålands dragonregemente och senare brigadadjutant och major vid Livregementsbrigaden. År 1816 inträdde han i Generalstaben. Han avskedades senare 1817 och ingick sedermera i preussisk tjänst. Efter en turbulent tid som officer i tjänst för den preussiska armén avgick han och lämnade för ryska Polen. Han tjänstgjorde inom den polska riksarmén och deltog i novemberupproret 1830–1831. Efter upprorets misslyckande blev Stanislaus beviljad amnesti av Nikolaj I, i utbyte mot att han skulle lämna Polen och gå i tsarrysk tjänst. Han blev till sist guvernör över Baku och uppnådde generalmajors grad.
Han avled år 1850 i lunginflamation.

## Galleri

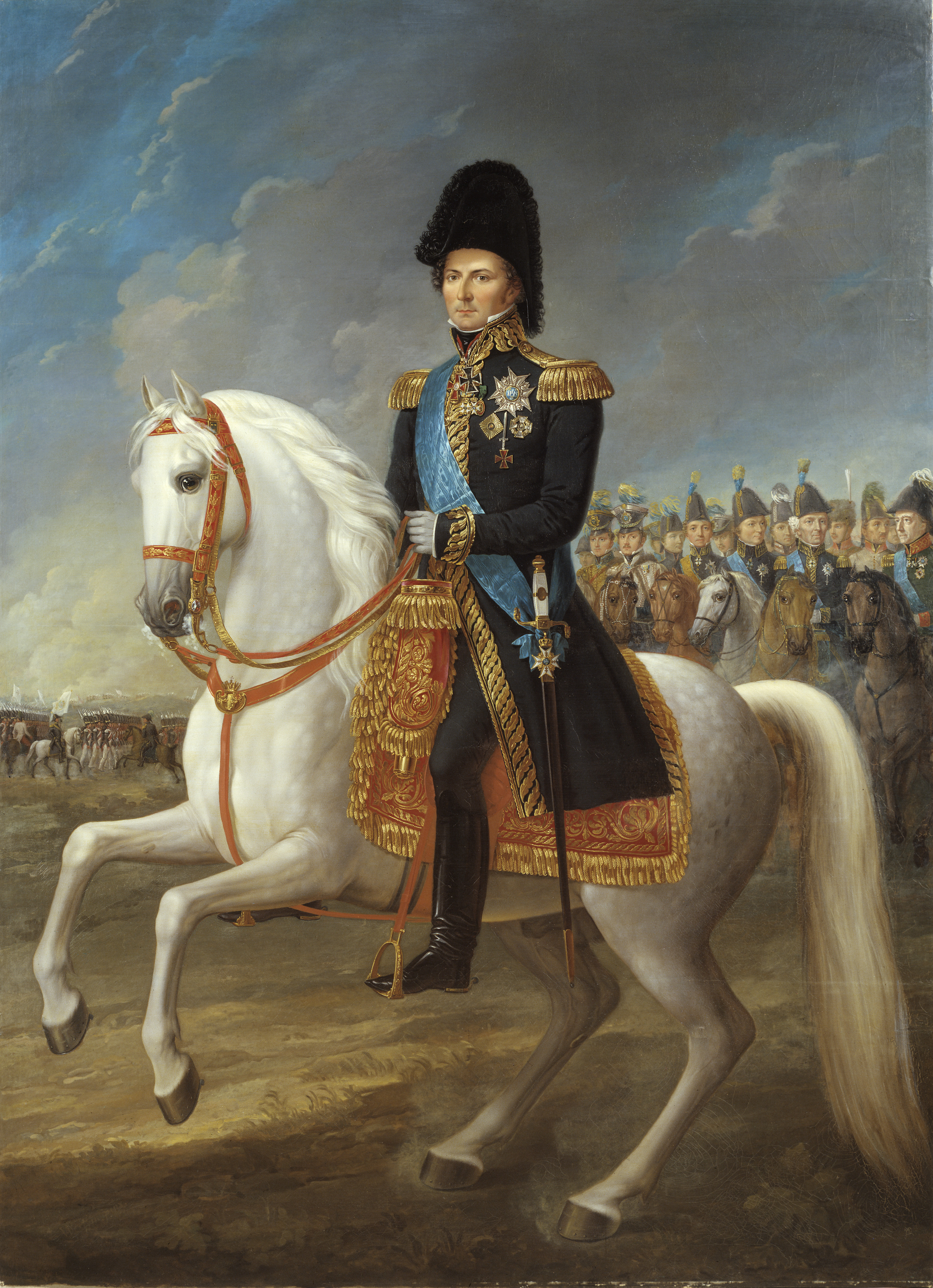
I ryttarporträttet på kronprins Karl Johan syns Stanislaus och Magnus Brahe i bakgrunden.
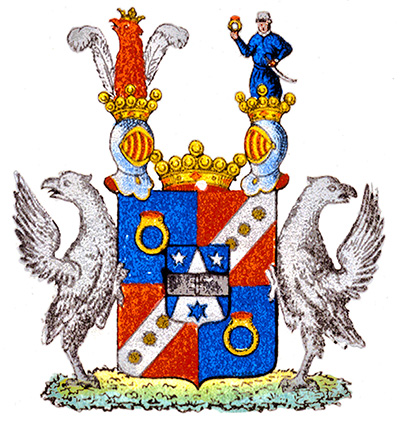
Grevliga ätten von Engestöms vapen.
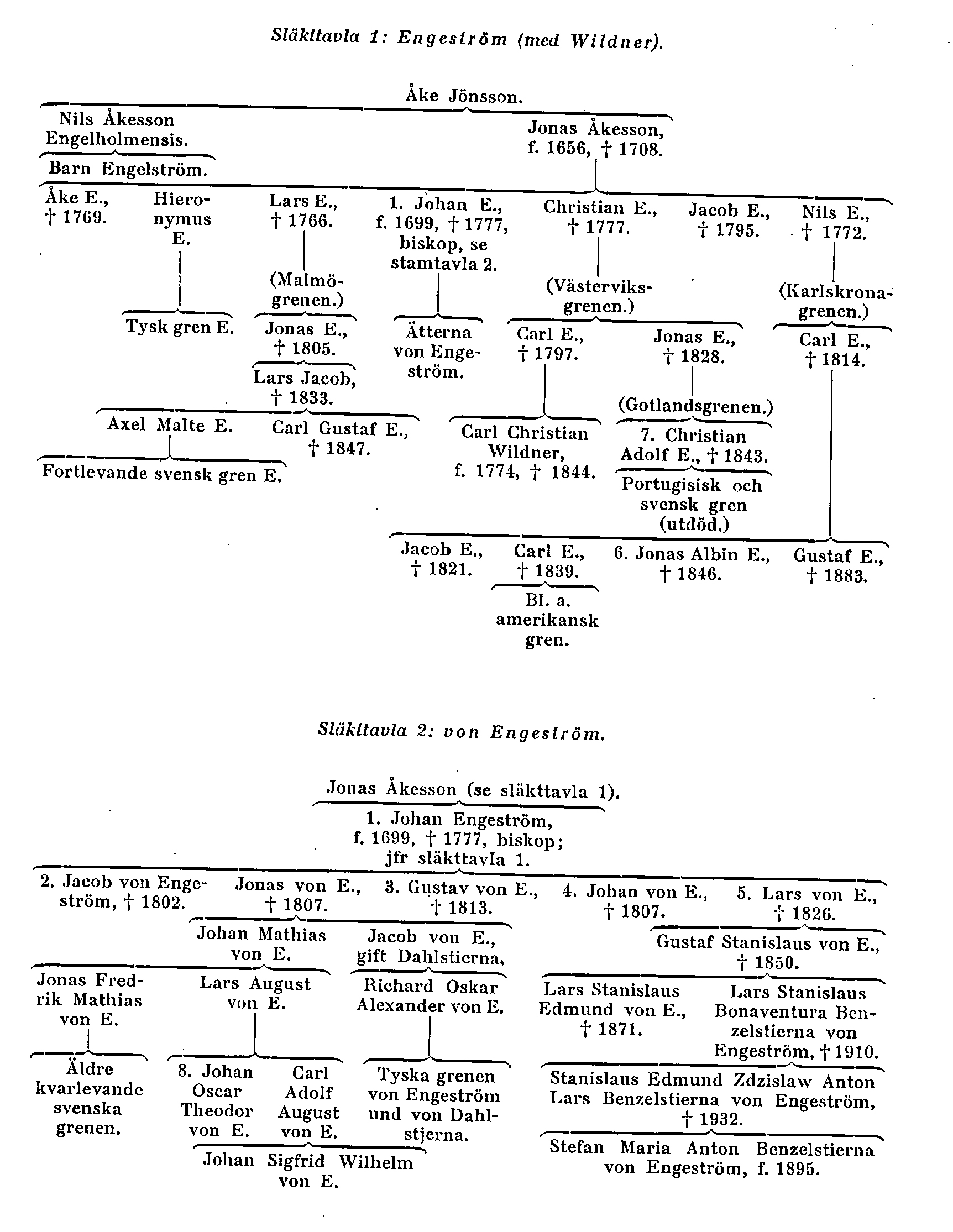
Stanislaus och ätten von Engeströms friherrliga samt grevliga stamtavla.
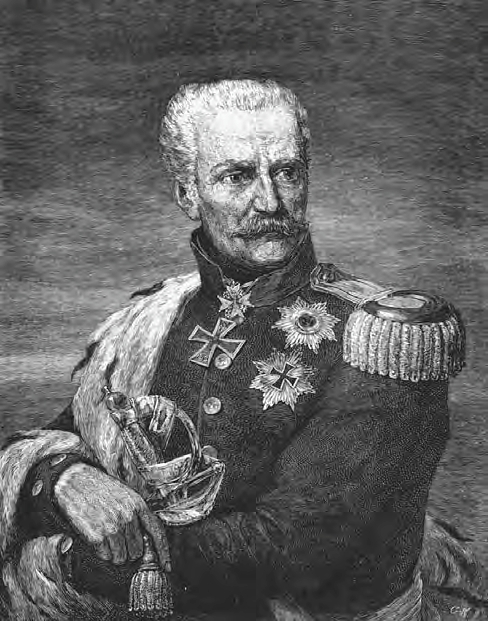
Fältmarskalk Gebhard von Blücher som Stanislaus von Engeström tjänstgjorde hos som adjutant under Slaget vid Leipzig.
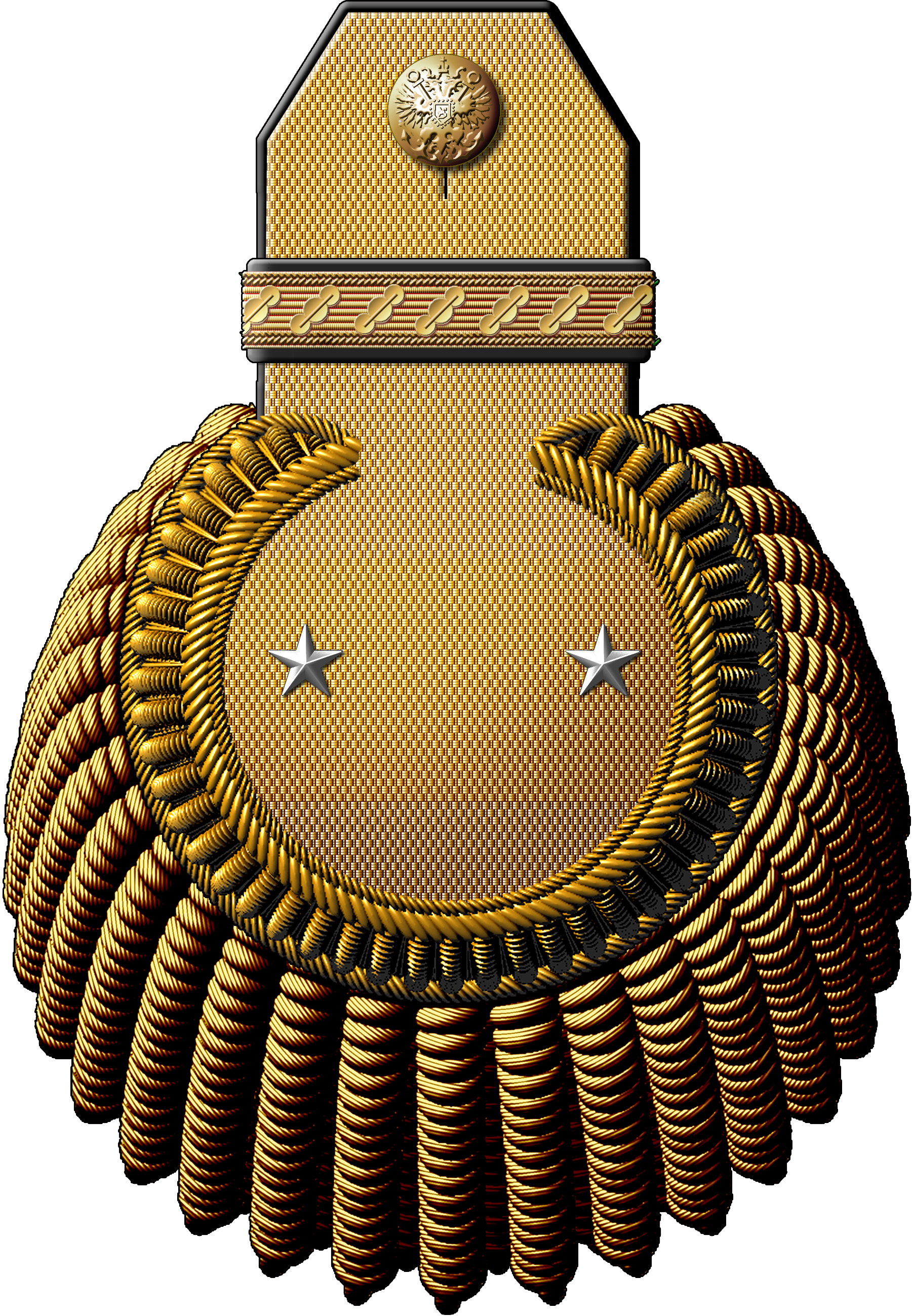
Epåletter för en rysk generalmajor.

## Utmärkelser
- Riddare av Svärdsorden,
- Medaljen i guld För tapperhet i fält,
- Riddare av Preussiska Pour le Mérite,
- Riddare av 4:e Klass av Ryska Sankt Georgsorden,
- Riddare av Ryska Vita Örnens orden,
- Kommendör av Ryska Sankt Stanislausorden,